# Федеральный канцлер Австрии

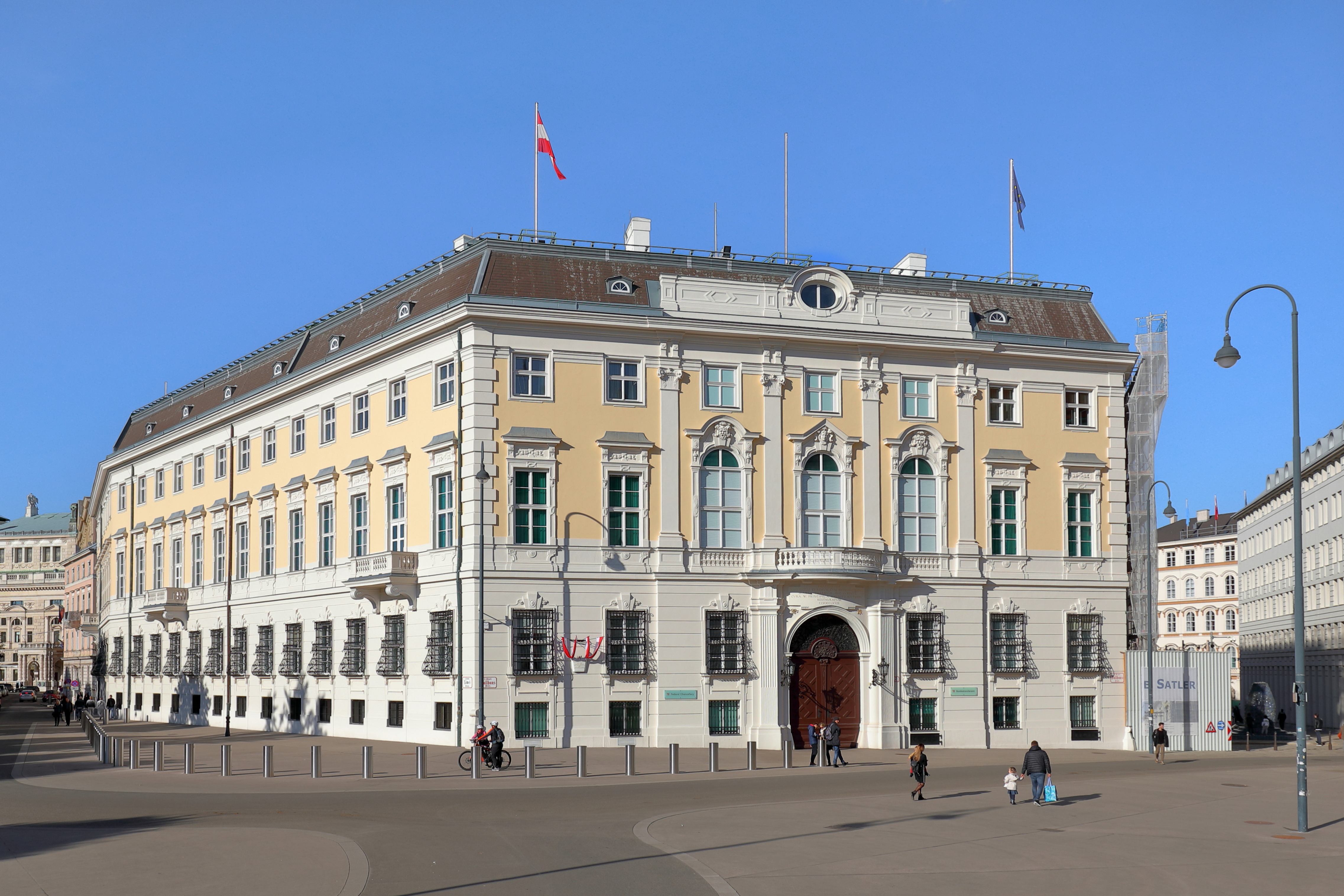
Здание правительства в Вене

Федеральный канцлер Австрии (нем. Bundeskanzler) — глава правительства в Австрии. Действующий федеральный канцлер с 3 марта 2025 года — Кристиан Штокер.
Бундесканцлер является председателем федерального правительства Австрии. Он координирует работу правительства и представляет политику правительства перед парламентом и общественностью. Конституция не наделяет бундесканцлера полномочиями давать указания министрам, она характеризует его роль в кабинете как первый среди равных. Полномочия бундесканцлера по установлению политики проистекают частично из сопутствующего престижа, отчасти из-за того, что президент обязан отстранять министров по просьбе бундесканцлера, а частично от позиции (например, лидерства) бундесканцлера в партии или коалиции, контролирующей Национальный совет.

## Назначение
Федерального канцлера назначает Федеральный президент Австрии. При этом он принимает во внимание мнение большинства нижней палаты парламента — Национального совета. Национальный совет может вынести вотум недоверия федеральному правительству или отдельным федеральным министрам, однако окончательное решение об отставке правительства или министров принимает президент.

## Список канцлеров
- Карл Реннер — 12 ноября 1918 — 7 июля 1920
- Михаэль Майр — 7 июля 1920 — 21 июня 1921
- Йохан Шобер — 21 июня 1921 — 26 января 1922
- Вальтер Брайски — 26 января 1922 — 27 января 1922
- Йохан Шобер — 27 января 1922 — 31 мая 1922
- Игнац Зейпель — 31 мая 1922 — 20 ноября 1924
- Рудольф Рамек — 20 ноября 1924 — 20 октября 1926
- Игнац Зейпель — 20 октября 1926 — 4 мая 1929
- Эрнст Штреерувиц — 4 мая 1929 — 26 сентября 1929
- Йохан Шобер — 26 сентября 1929 — 30 сентября 1930
- Карл Вогойн — 30 сентября 1930 — 4 декабря 1930
- Отто Эндер — 4 декабря 1930 — 20 июня 1931
- Карл Буреш — 20 июня 1931 — 20 мая 1932
- Энгельберт Дольфус — 20 мая 1932 — 25 июля 1934
- Курт Шушниг — 29 июля 1934 — 11 марта 1938
- Артур Зейсс-Инкварт — 11 марта 1938 — 13 марта 1938

Австрия была частью нацистской Германии с 13 марта 1938 по 27 апреля 1945
- Карл Реннер — 27 апреля 1945 — 20 декабря 1945
- Леопольд Фигль — 20 декабря 1945 — 25 февраля 1953
- Юлиус Рааб — 2 апреля 1953 — 11 апреля 1961
- Альфонс Горбах — 11 апреля 1961 — февраля 1964
- Йозеф Клаус — 2 апреля 1964 — 3 марта 1970
- Бруно Крайский — 21 апреля 1970 — 24 апреля 1983
- Фред Зиновац — 24 мая 1983 — 16 июня 1986
- Франц Враницкий — 16 июня 1986 — 20 января 1997
- Виктор Клима — 28 января 1997 — 4 февраля 2000
- Вольфганг Шюссель — 4 февраля 2000 — 11 января 2007
- Альфред Гузенбауэр — 11 января 2007 — 2 декабря 2008
- Вернер Файман — 2 декабря 2008 — 9 мая 2016
  - Райнхольд Миттерленер и. о. — 9 мая — 17 мая 2016
- Кристиан Керн — 17 мая 2016 — 18 декабря 2017
- Себастьян Курц — 18 декабря 2017 — 28 мая 2019[1]
  - Хартвиг Лёгер — и. о. 28 мая 2019 — 3 июня 2019
- Бригитте Бирляйн временный канцлер, 3 июня 2019 — 7 января 2020
- Себастьян Курц — 7 января 2020 — 11 октября 2021
- Александр Шалленберг — 11 октября 2021 — 6 декабря 2021
- Карл Нехаммер — 6 декабря 2021 — 10 января 2025
- Александр Шалленберг временный канцлер, 10 января 2025 — 3 марта 2025
- Кристиан Штокер — 3 марта 2025 — н. в.